# Psectrocladius nigrus
Psectrocladius nigrus är en tvåvingeart som beskrevs av Roback 1957. Psectrocladius nigrus ingår i släktet Psectrocladius och familjen fjädermyggor. Inga underarter finns listade i Catalogue of Life.